# Roman Opałka
Roman Opałka, född 27 augusti 1931 i Hocquincourt (Hallencourt), Somme, död 6 augusti 2011 i Rom, Italien, var en franskfödd polsk konstnär känd för sina nummermålningar.

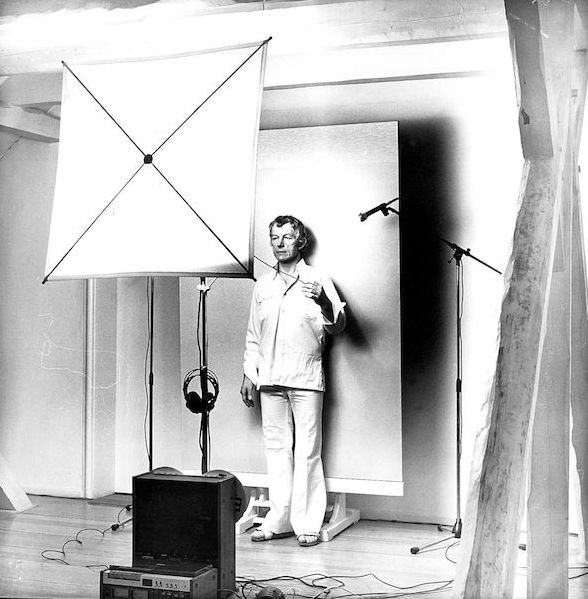
Roman Opalka Lothar Wolleh

Roman Opałka började 1965 att måla räknandets process, från ett till oändligheten. Han började i övre vänstra hörnet av en duk med att skriva 1, 2, 3 osv. tills duken var helt täckt av siffror, på nästa duk tog han vid där han slutat på den tidigare, osv.
Varje duk hade samma storlek (196 x 135 cm), precis samma storlek som dörren till hans ateljé i Warszawa. Opałka kallade sina målningar för "Details".
Från början var dukarna svarta och siffrorna vita men 1968 bytte Opałka bakgrundsfärgen till grå för att han tyckte att det inte var en lika symbolisk färg och att den inte var lika känsloladdad. 1972 började han gradvis blanda in mer vit färg i den grå kulören för att - när han kommit fram till talet 7 777 777 - måla med vit färg på vit bakgrund.
1968 började han också att spela in när han sa talet han målade, han började också att efter varje arbetsdag att ta ett fotografi på sig själv stående framför duken han för tillfället jobbade på.